# Senuc
Senuc ist eine französische Gemeinde mit 152 Einwohnern (Stand 1. Januar 2022) im Département Ardennes in der Region Grand Est (vor 2016 Champagne-Ardenne). Sie gehört zum Arrondissement Vouziers, zum Kanton Attigny und zum Gemeindeverband Argonne Ardennaise.

## Geografie
In Senuc mündet ein Teil der Aire in die Aisne, die auf einem Abschnitt auch die südliche Gemeindegrenze bildet. Umgeben wird Senuc von den Nachbargemeinden Grandpré im Norden, Chevières im Osten, Marcq und Lançon im Südosten, Grandham im Süden, Montcheutin im Südwesten sowie Vaux-lès-Mouron und Mouron im Westen.

## Bevölkerungsentwicklung
| Jahr                       | 1962 | 1968 | 1975 | 1982 | 1990 | 1999 | 2005 | 2010 | 2018 |
| -------------------------- | ---- | ---- | ---- | ---- | ---- | ---- | ---- | ---- | ---- |
| Einwohner                  | 206  | 219  | 177  | 168  | 150  | 142  | 150  | 149  | 164  |
| Quellen: Cassini und INSEE |      |      |      |      |      |      |      |      |      |

## Sehenswürdigkeiten

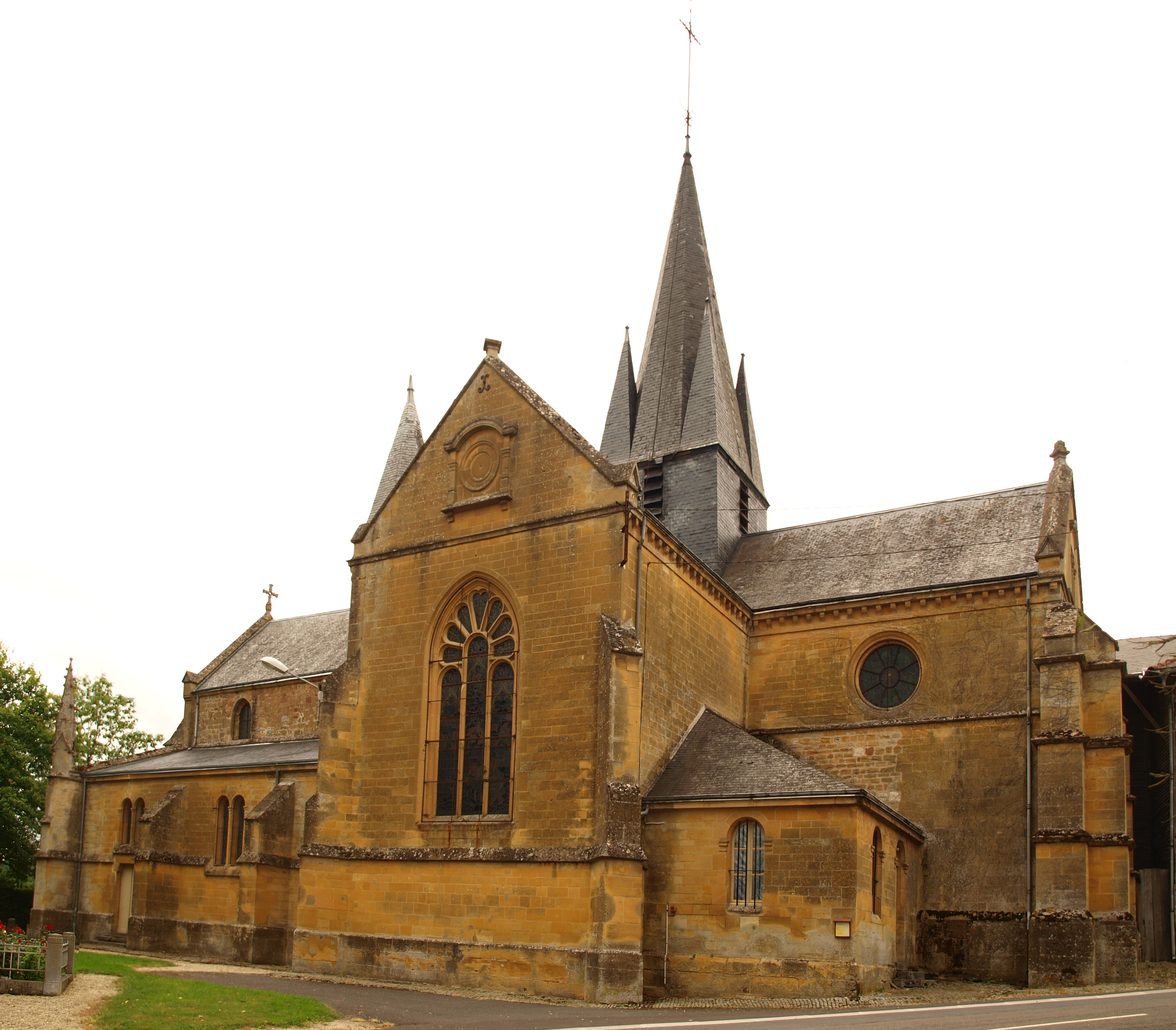
Kirche Saint-Nicolas-et-Saint-Oricle

- Kirche Saint-Nicolas-et-Saint-Oricle, gotische Kirche aus dem 14. und 15. Jahrhundert, benannt nach dem Heiligen Oriculus, einem Märtyrer aus Reims, der im 5. Jahrhundert lebte.
- Lavoir Saint-Oricle und ein weiteres Waschhaus